# Valser

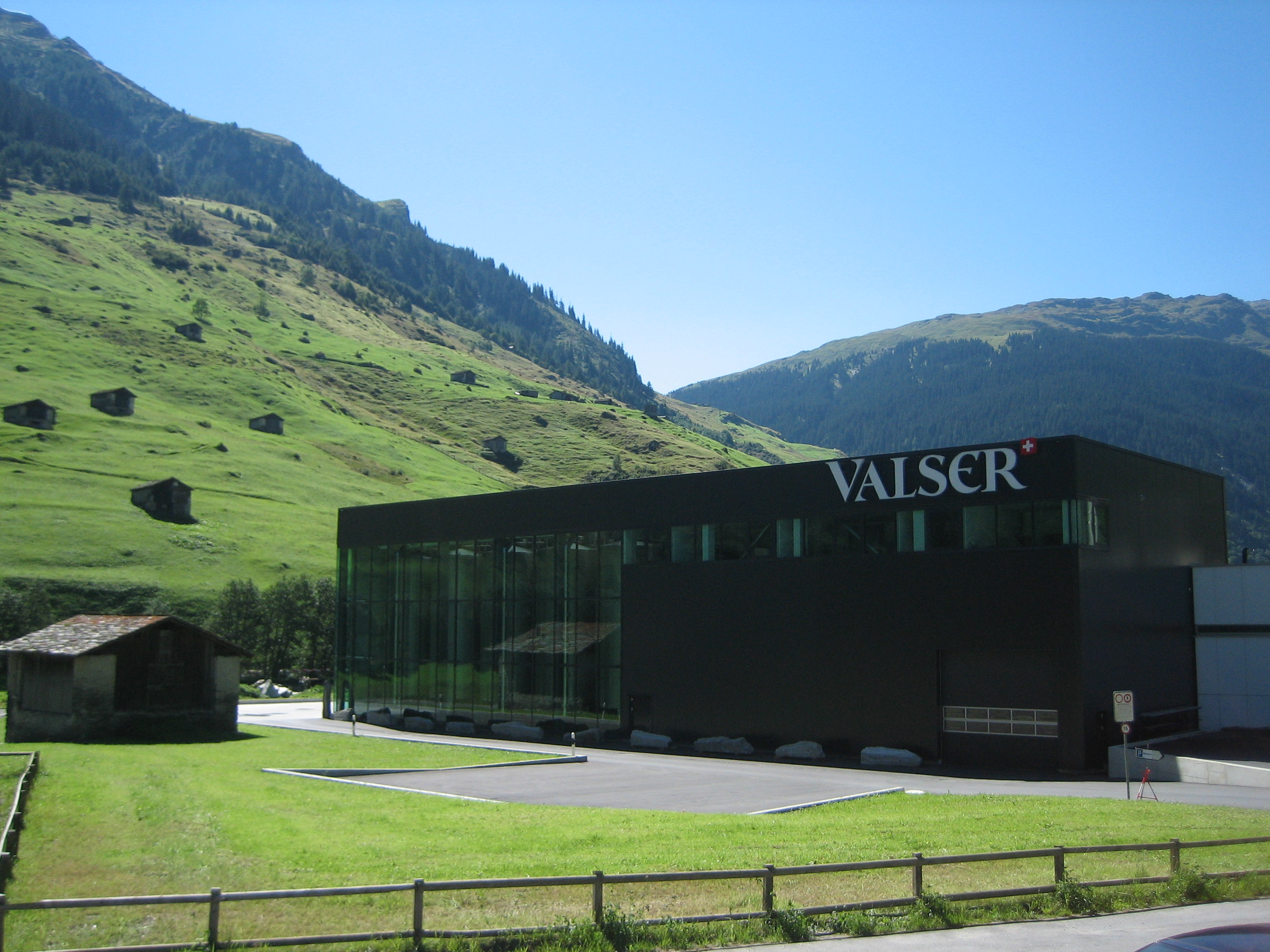
Valsergebäude in Vals (2008)

Valser (häufig als Valserwasser bezeichnet) ist ein Schweizer Mineralwasser aus den Mineralquellen in Vals. Die St. Petersquelle, aus der das Wasser austritt, wurde 1960 im Auftrag des deutschen Investors Kurt Vorlop erschlossen und kurz später an Donald M. Hess verkauft. Das Wasser wurde unter der Marke «Valser» von der Hess Group vertrieben. 2002 verkaufte die Hess Group die Valser Mineralquellen AG der Coca-Cola HBC.

## Herkunft
Das Valser Wasser sammelt sich in 1000 Meter Tiefe und wird in wasserführenden Schichten des Piz Aul mineralisiert. Zwischen zwei und zweihundert Jahre dauert es, bis das Wasser am Fuss des Berges an der St. Petersquelle austritt. Durchschnittlich war es 80 Jahre unterwegs.
Seit 2011 wird für das «Valser Still» Wasser einer anderen Quelle verwendet.

## Produkte
Neben den klassischen Mineralwassern «Valser Prickelnd» mit wenig Kohlensäure und «Valser Still» ohne Kohlensäure, bietet Valser auch sogenannte Wellness-Wasser («Valser Viva») und mehrere aromatisierte Wasser an. Die Getränke werden in 1,5-l-PET-Flaschen oder in 1-l-Glasflaschen in Deutschland und der Schweiz vertrieben. Die PET-Flasche wurde 2001 vom Tessiner Architekten und Designer Mario Botta entworfen.
Valser bietet einen kostenlosen Lieferservice, der die Getränke nach Hause liefert und auch die Leergutrücknahme erledigt.

## Kohlendioxid aus der Luft
Valser versetzt sein Mineralwasser mit atmosphärischem Kohlendioxid, das aus der Umgebungsluft gewonnen wird. Hierfür kommt eine Direct-air-capture-Anlage (DAC) des Schweizerischen ETH-Spin-Off-Unternehmens Climeworks zum Einsatz. Valser wurde als erstes klimaneutrales Mineralwasser in der Schweiz zertifiziert.

## Marktposition
Gemäss dem Finanzmagazin Bilanz und Interbrand Zintzmeyer & Lux figurierte die Marke Valser 2005 schweizweit mit einem Markenwert von CHF 43 Millionen auf dem 42. Platz. Damit war Valser die stärkste bzw. teuerste Marke Graubündens, vor der Ems-Chemie oder Davos.

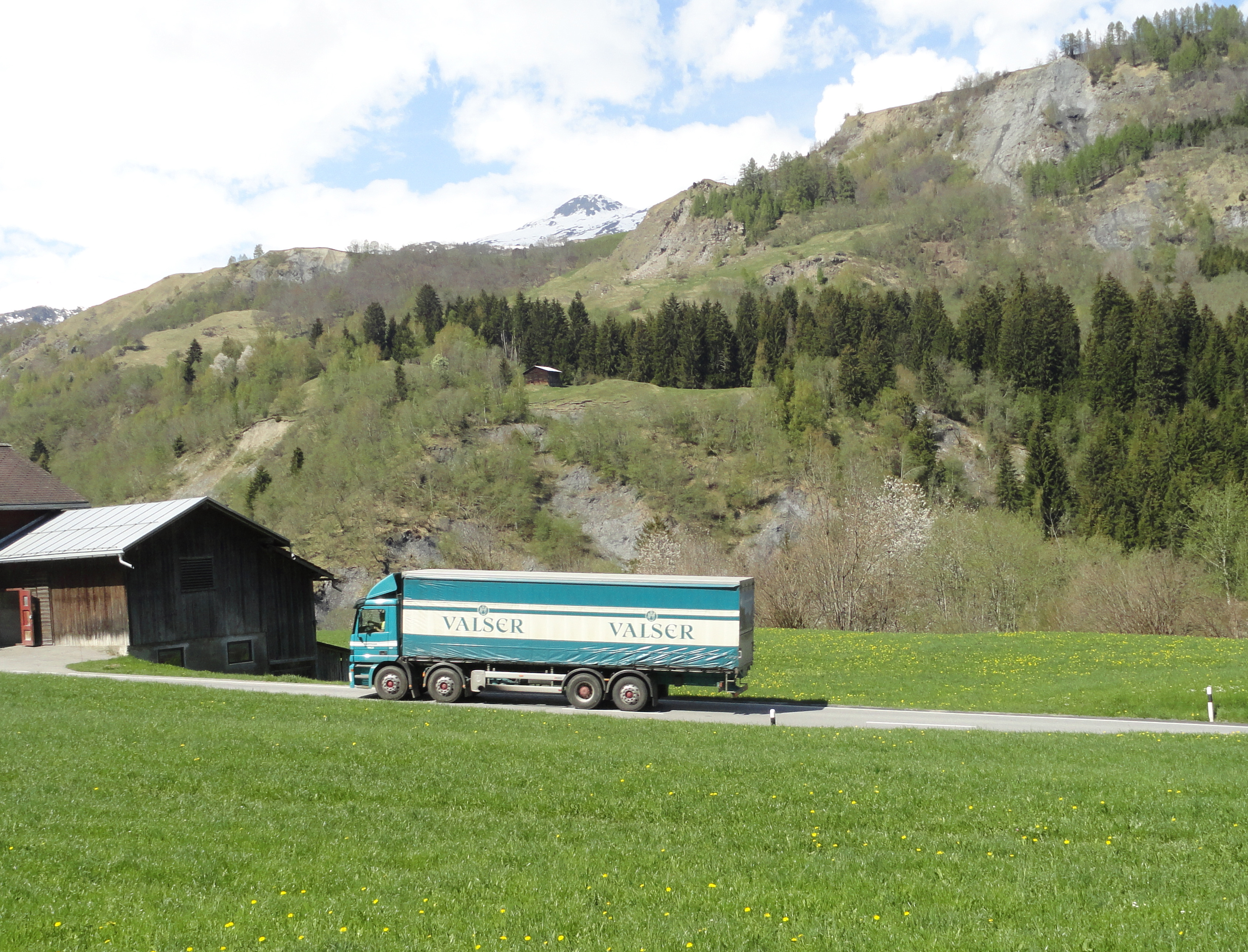
LKW im Valser Tal
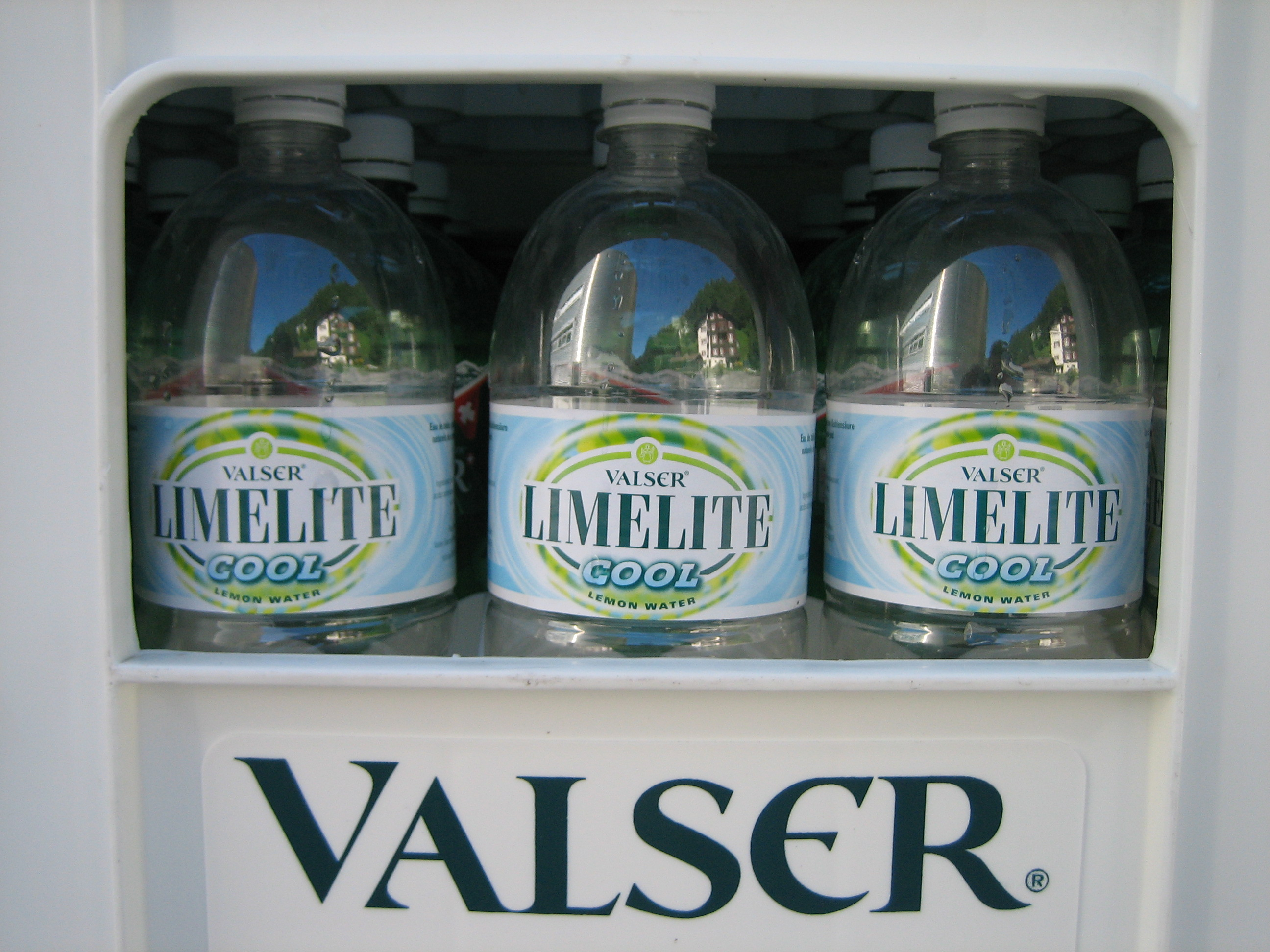
Valserwasser
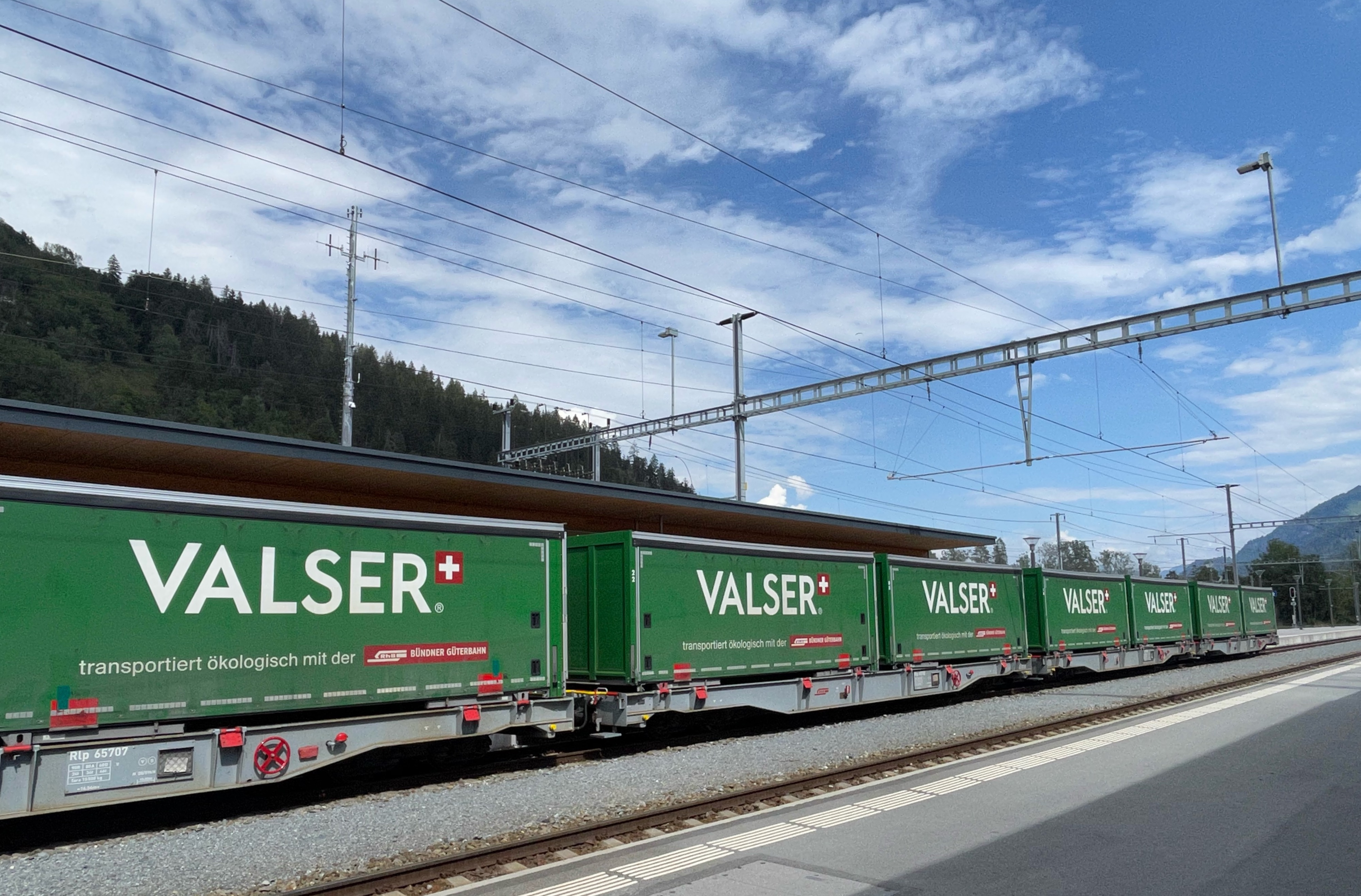
Zug der Rhätischen Bahn in Ilanz
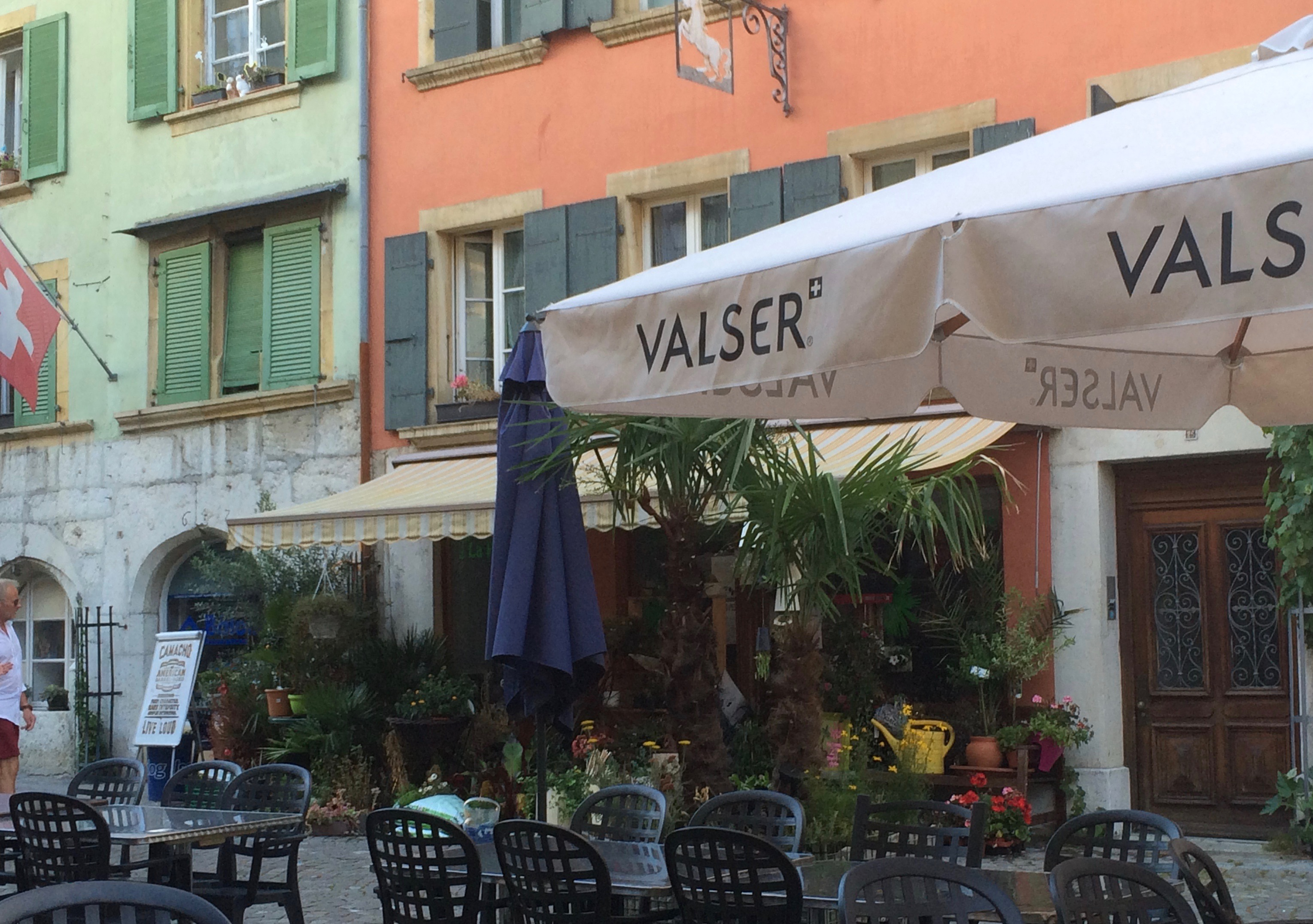
Sonnenschirm in La Neuveville
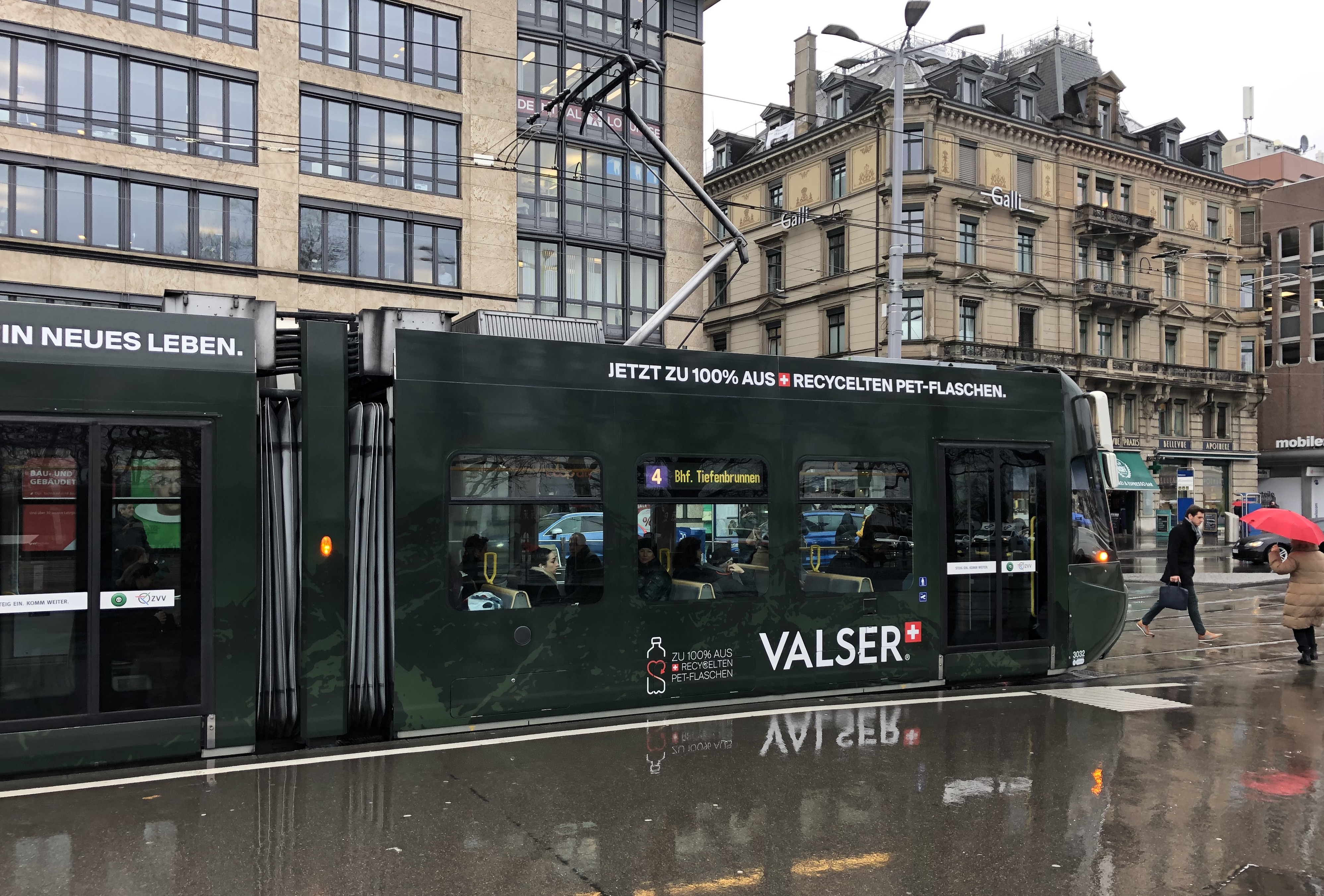
Tram in Zürich

## Verunreinigung mit PFAS
Eine Untersuchung im Auftrag des Westschweizer Fernsehens brachte 2024 zu Tage, dass im Valser-Mineralwasser PFAS nachweisbar sind.